# 圣贝阿-莱兹
圣贝阿-莱兹（法語：Saint-Béat-Lez，法語發音：[sɛ̃ bea lɛz]）是法国上加龙省的一个市镇，属于圣戈当区。该市镇于2019年由原市镇圣贝阿和莱兹合并而成。

## 地理
圣贝阿-莱兹（42°54'52"N, 0°41'33"E）面积9.97 平方千米，位于法国奧克西塔尼大區上加龙省，该省份为法国西南部内陆省份，西南端与西班牙接壤，自此顺时针与上比利牛斯省、热尔省、塔恩-加龙省、塔恩省、奥德省和阿列日省接壤。
与圣贝阿-莱兹接壤的市镇（或旧市镇、城区）包括：厄普、布茨、阿尔居德苏、阿尔洛、马里尼亚克、伯赞加尔罗。
圣贝阿-莱兹的时区为UTC+01:00、UTC+02:00（夏令时）。

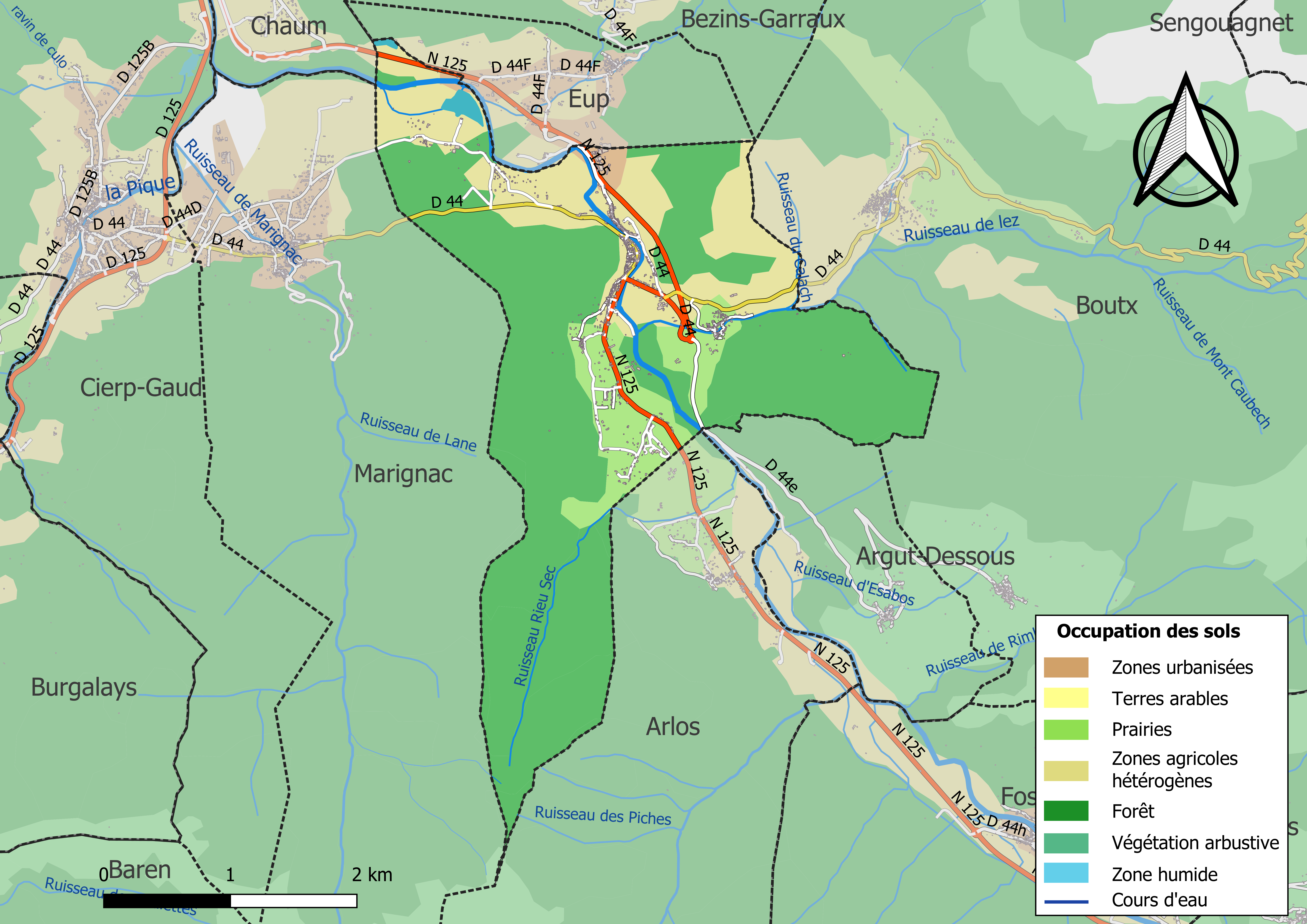
圣贝阿-莱兹的OSM定位图

## 行政
圣贝阿-莱兹的邮政编码为31440，INSEE市镇编码为31471。

## 政治
圣贝阿-莱兹所属的省级选区为巴涅尔德吕雄县。

## 人口
圣贝阿-莱兹于2022年1月1日时的人口数量为385人。